# Lansac (Pyrénées-Orientales)
Lansac er en by og kommune i departementet Pyrénées-Orientales i Sydfrankrig.

## Geografi
Lansac ligger i Fenouillèdes 38 km vest for Perpignan. Nærmeste byer er mod nordvest Saint-Arnac (4 km) og mod øst Rasiguères (5 km).

## Demografi

### Udvikling i folketal
| 1962                                                              | 1968 | 1975 | 1982 | 1990 | 1999 | 2007 | 2011 | 2017 |
| ----------------------------------------------------------------- | ---- | ---- | ---- | ---- | ---- | ---- | ---- | ---- |
| 95                                                                | 117  | 86   | 80   | 79   | 76   | 99   | 104  | 89   |
| Tal fra og med 1962 er uden dobbelttælling (sans doubles comptes) |      |      |      |      |      |      |      |      |